# 行動繪畫
行动绘画（英語：action painting），有时又称姿态抽象（英語：gestural abstraction），是一种绘画风格，藝術家在創作時並沒有認真地涂抹顏料，而是將颜料順其自然地滴落和泼洒在画布上。藝術家這樣做的目的是想强调和讓人關注绘画行为本身。1940年代到1960年代初期，行动绘画這種風格非常流行。“Action painting”一词本身是1952年哈罗德·罗森伯格创造的。罗森伯格认为，波洛克、霍夫曼、德·庫寧都可以算行动画家。